# Козел, Анатолий Кондратьевич
Анатолий Кондратьевич Козел (30 января 1928 года, Мариуполь — 28 февраля 1992) — советский передовик производства, токарь Ждановского завода тяжёлого машиностроения Министерства тяжёлого, энергетического и транспортного машиностроения СССР, Донецкая область, Украинская ССР. Герой Социалистического Труда (1966).

## Биография
В 1941 году окончил пять классов. Среднее образование получил в 1969 году в возрасте 33 лет, окончив вечернюю среднюю школу. В 1945 году был призван в Красную Армию. После армии трудился в городе Шостка на заводе № 53. В 1946 году переехал в Мариуполь. С 1958 года работал токарем в механосборочном цехе № 1 Ждановского металлургического комбината имени Ильича, с 1961 года — в экспериментальном и с 1963 года — термическом № 1 цехах этого же завода. В 1965—1976 года — токарь цеха № 35 Ждановского завода тяжёлого машиностроения (позднее — Азовмаш).
В 1966 году удостоен звания Героя Социалистического Труда «за выдающиеся заслуги в выполнении заданий семилетнего плана и достижение высоких технико-экономических показателей в работе».
Избирался делегатом XXIV съезда КПСС.
В 1973 году окончил заочное отделение Таганрогского педагогического института.

## Награды
- Герой Социалистического Труда — указом Президиума Верховного Совета СССР от 9 июля 1966 года
- Орден Ленина